# Jaime Pizarro
Jaime Augusto Pizarro Herrera (ur. 2 marca 1964 w Santiago) – piłkarz chilijski grający podczas kariery na pozycji pomocnika.